# ホニー・カストロ・オット
ホニー（スペイン語: Jonny）こと、ホナタン・カストロ・オット（スペイン語: Jonathan Castro Otto、1994年3月3日 - ）は、スペイン・ガリシア州ポンテベドラ県ビーゴ出身のサッカー選手。スペイン代表。デポルティーボ・アラベス所属。ポジションはディフェンダー。

## 経歴
地元のセルタ・デ・ビーゴの下部組織出身であり、2012年9月1日、ラ・リーガのCAオサスナ戦にてプロデビュー並びにトップチームデビューした。2016-17シーズンはセルタのUEFAヨーロッパリーグ出場権獲得に貢献した。
2018年7月25日、アトレティコ・マドリードに6年契約で移籍し、2018-19シーズンはプレミアリーグに昇格したウルヴァーハンプトン・ワンダラーズFCにレンタル移籍することも合わせて発表された。
2019年1月31日、ローン移籍先のウルヴァーハンプトン・ワンダラーズFCに完全移籍し、2023年までの契約を結んだ。
2024年1月29日、PAOKテッサロニキに1年半契約で移籍した。
2025年7月、デポルティーボ・アラベスに2年契約で移籍した。